# Esteban Maqueo Coral
Esteban Maqueo Coral (Chetumal, Quintana Roo; 20 de octubre de 1945-ibid., 25 de enero de 2022) fue un político mexicano, miembro del Partido Revolucionario Institucional. Fue senador de la República por Quintana Roo de 1994 a 2000.

## Biografía
Se tituló como abogado por la Escuela Libre de Derecho en 1974. Miembro activo del PRI desde 1981, entre ése año y 1982 fue secretario de capacitación en el mismo, posteriormente sería secretario de Acción Electoral y presidente estatal del partido en Quintana Roo.
Entre sus cargos públicos estuvieron los de director general del Fideicomiso Caleta Xel-Ha y del Caribe, y subdirector general de Mercadotecnia del Fondo Nacional de Fomento al Turismo (FONATUR). De 1979 a 1980 fue magistrado del Tribunal Superior de Justicia del Estado de Quintana Roo.
De 1981 a 1982 director general de Asuntos Jurídicos del gobierno del estado, en 1983 subprocurador de Justicia, y de 1984 a 1987 secretario general de Gobierno, todos por nombramiento del gobernador Pedro Joaquín Coldwell; al ser secretario de Gobierno le correspondió ejercer durante el mismo periodo el cargo de presidente de la Comisión Estatal Electoral. Al término de este cargo, de 1987 a 1998 fue coordinador de Programas Especiales de la Secretaría de Organización del comité ejecutivo nacional del PRI en Quintana Roo.
En 1994 fue elegido senador por Quintana Roo para el periodo de dicho año a 2000, correspondiente a las Legislaturas LVI y LVII. Fue elegido senador en segunda fórmula, correspondiéndole la primera a Jorge Polanco Zapata. En el Senado fue secretario de las comisiones de Asuntos Migratorios; y de Puntos Constitucionales; además de integrante de las de Bicamaral de Concordia y Pacificación; de Ciencia y Tecnología; de Estudios Legislativos, 1a sección; de Fortalecimiento del Federalismo; Jurisdiccional; Medio Ambiente y Recursos Naturales, de Estudios Legislativos, 6a sección; de Atención a Niños, Jóvenes y Tercera Edad; de Fomento a las Artesanías; y, de Gobernación, 1a sección.
Al término de sus funciones dejó la actividad política pública, y se dedicó al ejercicio como notario público. Falleció el día 25 de enero de 2022 en la ciudad de Chetumal, Quintana Roo.